# Canthidium calidum
Canthidium calidum är en skalbaggsart som beskrevs av Edgar von Harold 1880. Canthidium calidum ingår i släktet Canthidium och familjen bladhorningar. Inga underarter finns listade.